# Ricardo Osorio
Ricardo Osorio Mendoza, (Huajuapan de León, Oaxaca, 30 de Março de 1980) é um futebolista mexicano.

## Carreira
Integrou o elenco da Seleção Mexicana de Futebol que disputou a Copa do Mundo FIFA de 2010.

## Títulos
- 1 Copa Ouro (2003).
- 1 Campeonato Alemão (2007).

## Prêmios Individuais
Seleção Mexicana
- Copa Ouro da CONCACAF: 2003 - BEST XI